# Sołogubowka (stacja kolejowa)
Sołogubowka (ros. Сологубовка) – stacja kolejowa w miejscowości Sołogubowka, w rejonie kirowskim, w obwodzie leningradzkim, w Rosji. Położona jest na linii Mga – Budogoszcz.